# Nguyên The Truyen
 (août 2025).
Si vous disposez d'ouvrages ou d'articles de référence ou si vous connaissez des sites web de qualité traitant du thème abordé ici, merci de compléter l'article en donnant les références utiles à sa vérifiabilité et en les liant à la section « Notes et références ».
 (août 2025).
La mise en forme du texte ne suit pas les recommandations de Wikipédia : il faut le « wikifier ».
Les points d'amélioration suivants sont les cas les plus fréquents :
- Les titres sont pré-formatés par le logiciel. Ils ne sont ni en capitales, ni en gras.
- Le texte ne doit pas être écrit en capitales (les noms de famille non plus), ni en gras, ni en italique, ni en « petit »…
- Le gras n'est utilisé que pour surligner le titre de l'article dans l'introduction, une seule fois.
- L'italique est rarement utilisé : mots en langue étrangère, titres d'œuvres, noms de bateaux, etc.
- Les citations ne sont pas en italique mais en corps de texte normal. Elles sont entourées par des guillemets français : « et ».
- Les listes à puces sont à éviter, des paragraphes rédigés étant largement préférés. Les tableaux sont à réserver à la présentation de données structurées (résultats, etc.).
- Les appels de note de bas de page (petits chiffres en exposant, introduits par l'outil «  Source ») sont à placer entre la fin de phrase et le point final[comme ça].
- Les liens internes (vers d'autres articles de Wikipédia) sont à choisir avec parcimonie. Créez des liens vers des articles approfondissant le sujet. Les termes génériques sans rapport avec le sujet sont à éviter, ainsi que les répétitions de liens vers un même terme.
- Les liens externes sont à placer uniquement dans une section « Liens externes », à la fin de l'article. Ces liens sont à choisir avec parcimonie suivant les règles définies. Si un lien sert de source à l'article, son insertion dans le texte est à faire par les notes de bas de page.
- La présentation des références doit suivre les conventions bibliographiques. Il est recommandé d'utiliser les modèles {{Ouvrage}}, {{Chapitre}}, {{Article}}, {{Lien web}} et/ou {{Bibliographie}}. Le mode d'édition visuel peut mettre en forme automatiquement les références.
- Insérer une infobox (cadre d'informations à droite) n'est pas obligatoire pour parachever la mise en page.

Pour une aide détaillée, merci de consulter Aide:Wikification.
Si vous pensez que ces points ont été résolus, vous pouvez retirer ce bandeau et améliorer la mise en forme d'un autre article.
Nguyễn Thế Truyền, né le 17 décembre 1898 et mort le 19 septembre 1969, était un homme politique vietnamien qui a participé activement au mouvement exigeant le retrait français du Vietnam au début du xxe siècle.

## Biographie
Il était originaire du village de Hanh Thien, province de Nam Dinh, fils d'une famille puissante : son grand-père Nguyen Duy Han était gouverneur de la province de Thai Binh, son père Nguyen Duy Nhac était chef du district de Quoc Oai, province de Son Tay ; puis juge de la province de Ha Nam.
Nguyen The Truyen suivit les traces de son grand-père dès l'âge de 7 ans, étudiant à l'école primaire franco-vietnamienne de la province de Thai Binh. En 1910, en classe de CM1, il fut envoyé en France pour étudier auprès du consul adjoint de la province de Thai Binh, Charles Marie Gaston Dupuy, à son retour en France en permission. En France, Nguyen The Truyen fut pensionnaire à l'école privée Parangon de l'Alliance française (association de langue française spécialisée dans la diffusion de la langue et de la culture françaises dans le monde). Grâce à ses excellents résultats, il fut major de sa promotion et obtint une bourse de 1 200 francs par an du gouvernement d'Indochine, conformément au décret du 17 mai 1913 du gouverneur général d'Indochine. La même année, une bombe de l'Association pour la restauration du Vietnam tua son grand-père, le gouverneur Nguyen Duy Han.
En 1915, il réussit le Brevet supérieur et retourna dans sa ville natale rendre visite à sa famille. À cette époque, sa réputation était grande dans tout le Nord, car il avait étudié en France et était l'un des premiers Vietnamiens à obtenir le Brevet supérieur. De 1916 à 1920, Nguyen The Truyen étudia à l'École d'ingénieurs chimistes et à l'Université des Sciences de Toulouse (France), tout en étudiant seul pour passer le baccalauréat et poursuivre ses études à l'Université des Lettres. Après avoir obtenu un diplôme d'ingénieur chimiste et une licence de physique et de chimie, Nguyen The Truyen retourna au Vietnam en 1920 pour rendre visite à sa famille et apprit les caractères chinois auprès de M. Nguyen Huu Cung (Ca Cung), un villageois qui avait réussi le deuxième niveau de l'examen. En 1921, Nguyen The Truyen retourna en France pour préparer un doctorat ès sciences à l'université de la Sorbonne (Paris) et s'inscrivit en licence de philosophie dans la même université. Fin 1922, il avait obtenu sa licence de philosophie.

### Activités politiques
Durant son séjour en France, il contacta et travailla avec Phan Chu Trinh, Phan Van Truong, Nguyen An Ninh et Nguyen Sinh Cung, que ses contemporains appelèrent le « Groupe des Cinq Dragons ». Le pseudonyme « Nguyen Ai Quoc » figurant sur la « Pétition du peuple annamite » est cité comme représentant quatre hommes : Phan Chu Trinh, Phan Van Truong, Nguyen The Truyen et Nguyen Sinh Cung.
Durant son séjour en France, il adhéra au Parti socialiste français, puis au Parti communiste français (1922) et fut l'un des initiateurs de la rencontre de Nguyen Sinh Cung avec les cercles politiques du Parti socialiste français et du Parti communiste français. Apprenant que Phan Boi Chau était assigné à résidence, il s'employa activement à exiger des autorités françaises la libération du patriote Phan. Il réunit plus de 6 000 francs français pour le remettre à Phan Boi Chau lorsqu'il apprit son exil à Hué, une somme que l'avocat Phan Van Truong qualifia de « dette sacrée » envers le patriote.
Nguyen The Truyen fut vice-président de l'Union coloniale en 1925. Il contribua à des articles et fut rédacteur en chef (en 1925) du journal du Parti communiste français Le Paria, mais il abandonna plus tard le communisme et publia son propre journal appelé Vietnam Hon (8 numéros de janvier à août 1926), puis Hon Viet Nam (4 numéros), L'Âme Annamite, La Nation Annamite et Phuc Quoc à la fin de 1926, exigeant du gouvernement français une réponse au désir de liberté du peuple vietnamien. Plus tard, il ajouta Viet Nam, publié en septembre 1927. Son collaborateur était l'écrivain Mai Lam Nguyen Dac Loc. Ces journaux étaient un lieu de rassemblement pour de nombreux Vietnamiens partageant les mêmes idées en France, donnant naissance au Parti de l'Indépendance An Nam. Il en resta le président jusqu'en 1928, date à laquelle il le céda à Ta Thu Thau et retourna au Vietnam, vivant à Nam Dinh avec son épouse française. Il fonda également le Groupe colonial en France en 1937 et jouissait d'une grande estime auprès des Français. Les révolutionnaires des colonies françaises le considéraient comme un dirigeant qui les guidait dans la lutte contre le colonialisme et l'impérialisme.
Une anecdote encore répandue raconte qu'il aurait battu le gouverneur de Thai Binh, Vi Van Dinh, alors que celui-ci se montrait arrogant et insolent au ferry de Tan De.
Dans les années 1940, il fut traqué par les services secrets d'Indochine et reconnu coupable de collusion avec l'Empire japonais. Il fut donc exilé à Ma Dao en 1941 avec son jeune frère, Nguyen The Song, et ne fut libéré qu'en 1946. De retour au pays, il écrivit des articles et des livres sur ses préoccupations concernant l'actualité et proposa aux gouvernements nationaux les réformes nécessaires pour garantir l'indépendance nationale et la démocratie.
Après les accords de Genève (1954), il émigre vers le Sud, poursuit sa carrière de journaliste sous la République du Vietnam, puis se présente aux élections présidentielles de 1961, sous la Première République, avec Ho Nhut Tan, mais échoue.
Il décède le 19 septembre 1969 à Saïgon et est inhumé au cimetière de l'Association d'entraide de Go Cong, avant d'être transféré au cimetière du peuple de Thu Dau Mot (province de Binh Duong).

### Vie privée
Fin 1922, Nguyen The Truyen épousa une Française, Madeleine Marie Clarisse Latour, née en 1898. Infirmière diplômée, elle n'exerçait pas, mais travaillait comme couturière.
Ils eurent quatre enfants :
1. Nguyen Trung Trac (Christiane), née en France en 1923.
2. Nguyen Trung Nhi (Niquette), née en France en 1925.
3. Nguyen Quoc Tuan, alias The Ton (Claude), né en France en 1927.
4. Nguyen The Hao (Jean), né à Nam Dinh (Vietnam) en 1931.
Lors de son arrivée à Paris pour étudier à la Sorbonne en 1921, Nguyen The Truyen résidait au 3, rue Champollion. Début 1922, il s'installe chez M. Phan Van Truong au 6, Villa des Gobelins, à Paris. Après le retour de M. Truong en France depuis Mayence (Allemagne) en mai 1922, M. Truyen loue une maison au 5e étage, au numéro 6, rue Saint-Louis-en-l'Île, à Paris.
M. et Mme Nguyen The Truyen menaient une vie très simple. Il consacrait tout son temps à la révolution, et tout l'argent qu'il gagnait était consacré à la cause révolutionnaire, tandis que sa femme prenait en charge tous les frais de subsistance. Elle ne s'en plaignait jamais, mais était fière d'aider son mari afin qu'il puisse se consacrer pleinement à la lutte pour la liberté du pays. Elle assistait à chaque réunion, comme une manifestation ou un discours.

### Biographie
- Duiker, William. Ho Chi Minh:     A Life. New York: Hyperion, 2000.
- Hémery, Daniel. Ho Chi Minh, de l'Indochine au Vietnam. Paris: Gallimard, 1990.
- Lê Tùng Minh. "Cao trào đấu     tranh đòi tự do cho Phan Bội Châu." ?
- Ngô Văn. Việt Nam 1920-1945. Montreuil: L'Insomniaque/Chuông rè, 2000.
- Đặng Hữu Thụ. Thân thế và sự     nghiệp nhà cách mạng Nguyễn Thế Truyền. Paris: Melun, 1993.